# 文化路夜市
文化路夜市（ぶんかろよいち、繁体字中国語: 文化路觀光夜市）は、台湾嘉義市文化路（日本統治時代の元町七丁目）にあり、嘉義市内で最も有名な夜市。嘉義新八景、台湾夜市十選（2010年に交通部観光局が選定）に選定されている。夜市に位置する文化路は、毎日午後7時から11時までは歩行者空間となる。

## グルメ
B級グルメを多数体験できる。
- 嘉義鶏肉飯（火雞肉飯）

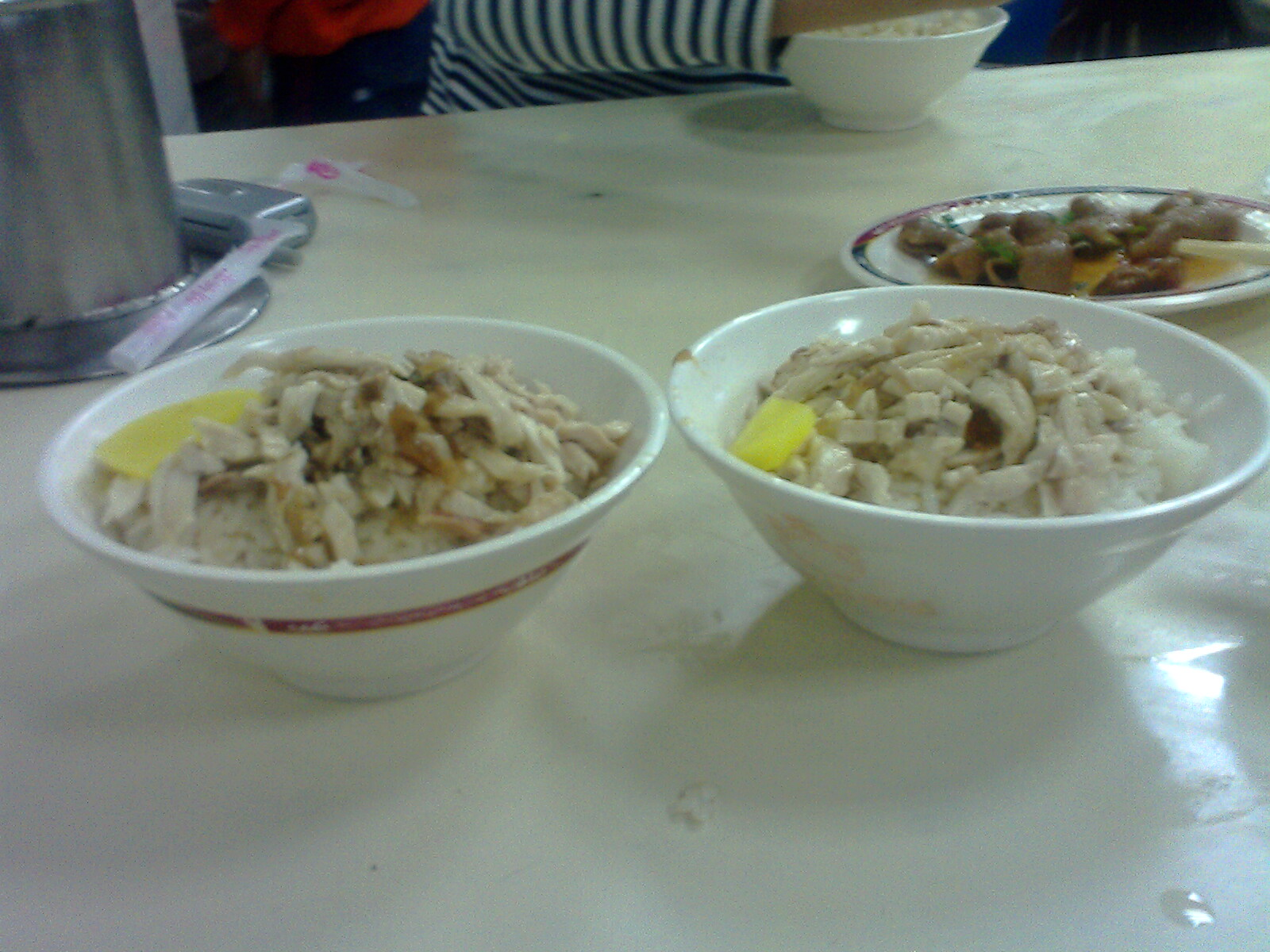
文化路夜市の有名な屋台料理：嘉義鶏肉飯

- 林聡明の魚頭の土鍋煮仕立て(林聰明砂鍋魚頭)
- 源興御香屋のグレープフルーツ緑茶
- 「燃 手串」串焼（久留米風）
- 咱台湾人の氷
- 仙草
- 嘉義豆奶攤の豆奶
- 阿娥豆漿豆花
- 阿岸米糕
- Q董凍圓
- 達文化生炒鴨肉羹
- 嘉義冷凍芋

## 写真

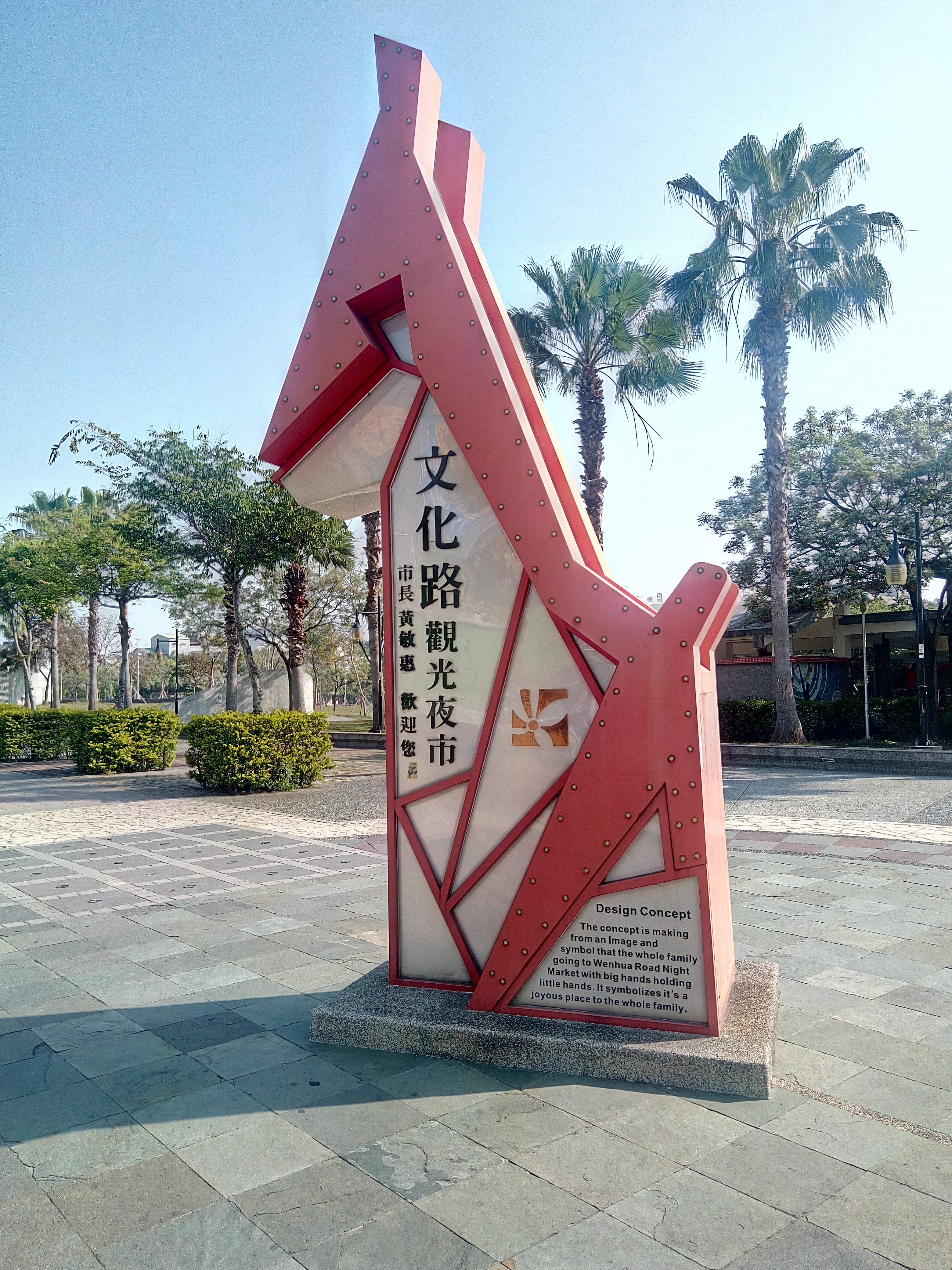
嘉義市文化公園にある文化路観光夜市の入口看板
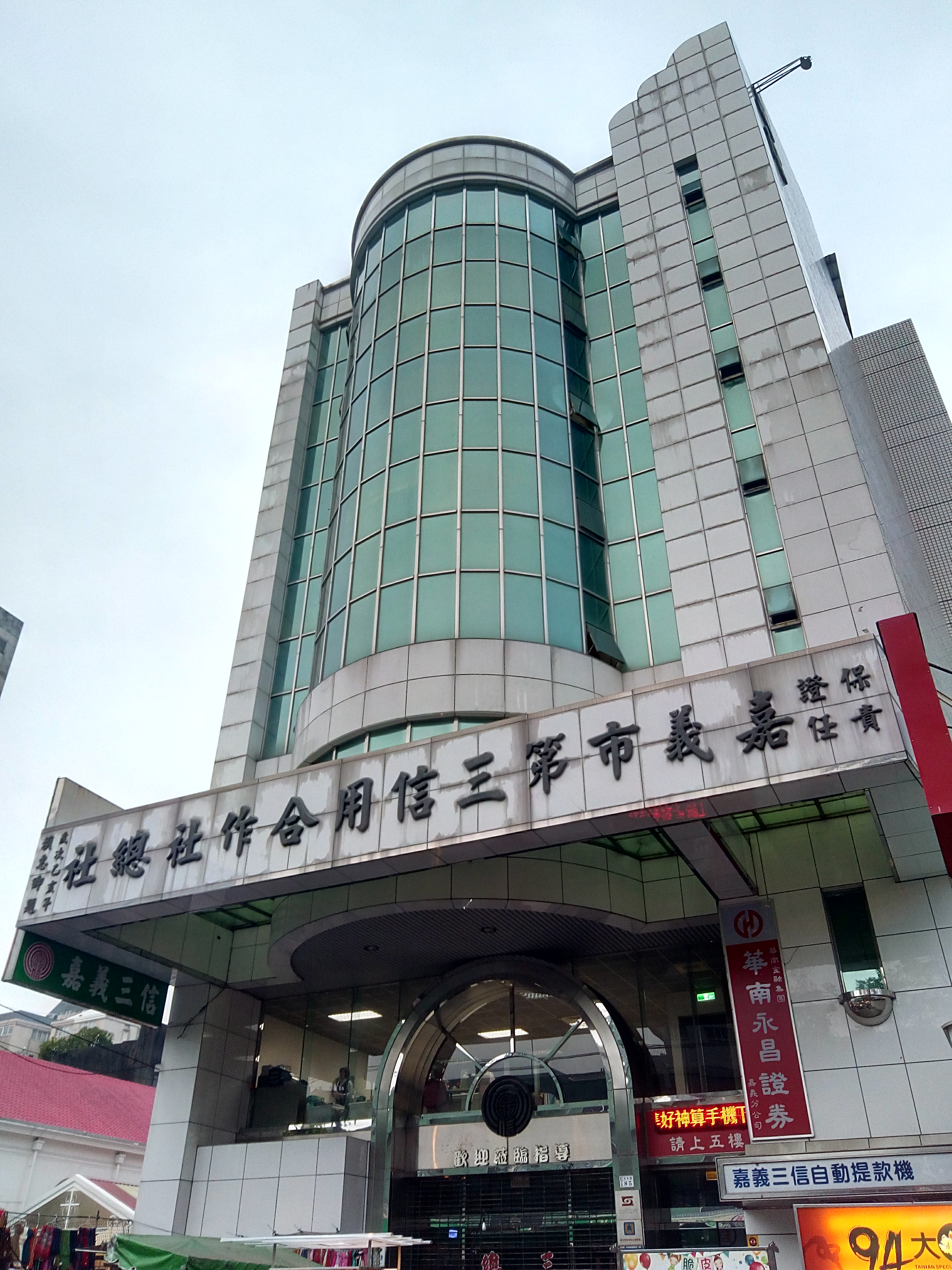
嘉義市第三信用合作社総社
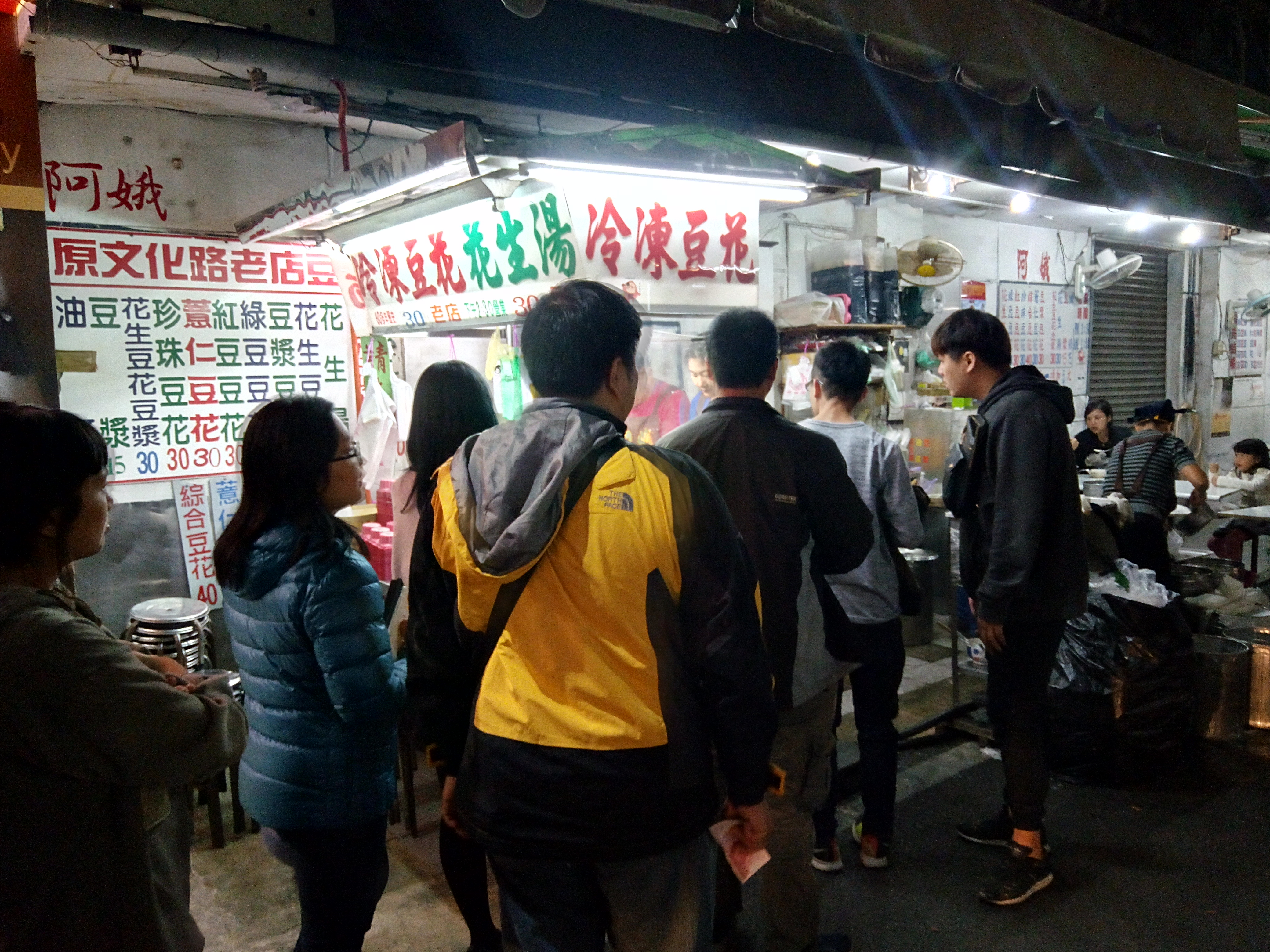
阿娥豆漿豆花
嘉義冷凍芋(冷たい芋スープ）
阿岸米糕(米ケーキ)
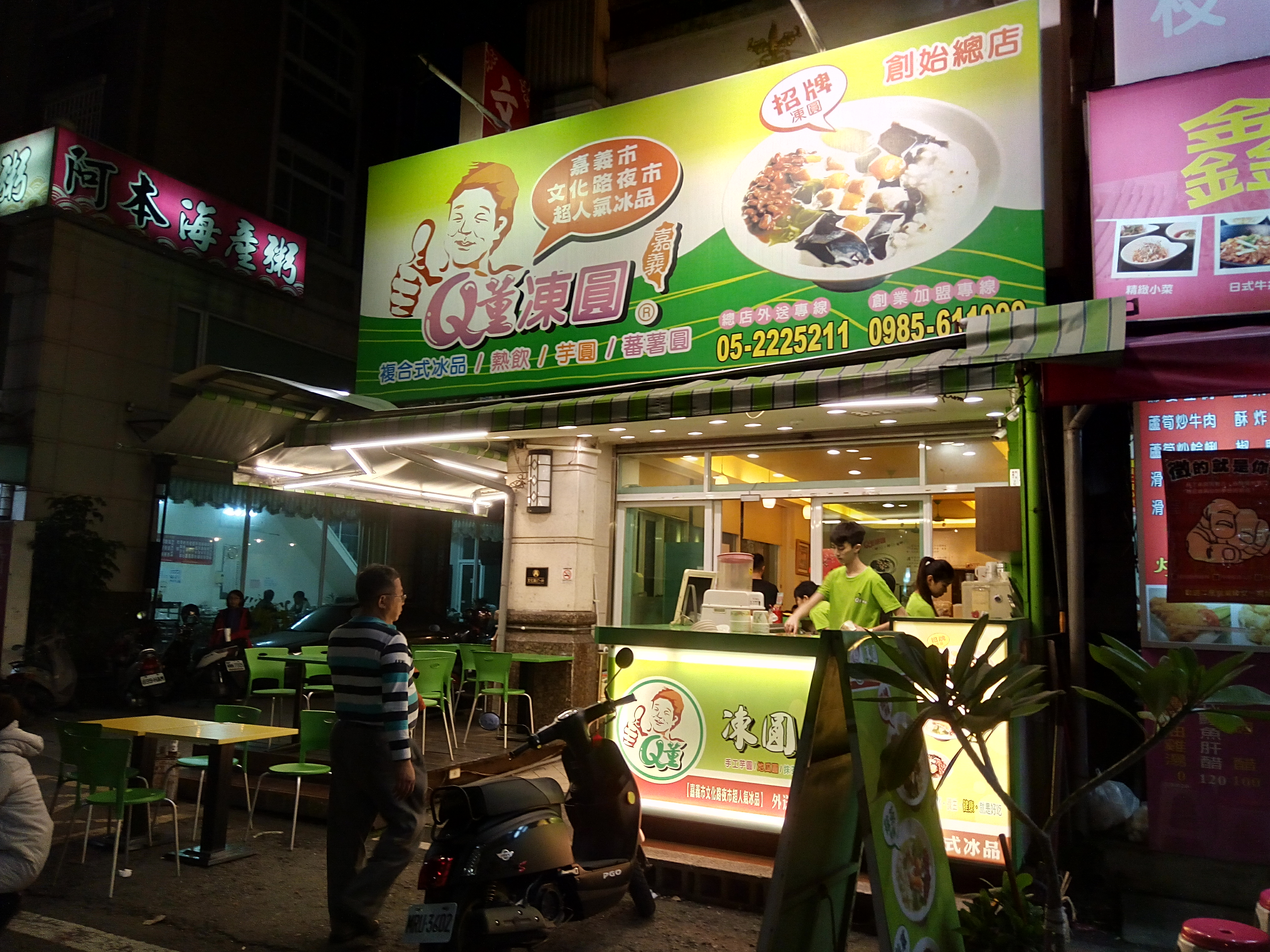
文化路夜市にあるQ董凍圓(冷たい芋圓スープとかき氷)本店

## 名物
- 新台湾餅舗（元日向屋）の餅、和菓子、洋菓子、羊羹など
- Cube Toast

## 周辺
- 嘉義市第三信用合作社本店
- 文化公園
- 嘉義女中（中国語版）（CYGSH）
- 嘉義市立崇文国民小学

## アクセス
鉄道
- 最寄駅：台湾鉄路管理局縦貫線 (南段) 嘉義駅から徒歩10分または下記のバス。

嘉義公車捷運（嘉義BRT）
| 系統  | 運行事業者 | 行先                      | 備考             |
| ----- | ---------- | ------------------------- | ---------------- |
| 7211  | 嘉義客運   | 嘉義公園 - 嘉義県立体育館 | 「文化路口」下車 |
| 7212A | 嘉義客運   | 嘉義公園 - 高鐵嘉義站     | 「文化路口」下車 |

嘉義市公車
| 系統       | 運行事業者 | 行先                               | 備考                                               |
| ---------- | ---------- | ---------------------------------- | -------------------------------------------------- |
| 中山幹線   | 国光客運   | 大富路 - 嘉義大学                  | 「中央噴水」下車                                   |
| 中山幹線A  | 国光客運   | ニニ八国家記念公園 - 嘉義大学      | 「中央噴水」下車                                   |
| 光林我嘉線 | 国光客運   | 嘉義火車站後站 - 蘭潭風景区        | 「文化路口」または「秀泰影城」または「城隍廟」下車 |
| 楽活1      | 捷乗交通   | 林森盧義路口 - 紅瓦里（1）全家超商 | 「中央広場」下車 乗車定員8人の電気自動車           |
| 楽活1-1    | 捷乗交通   | 東洋新村 - 紅瓦里（1）全家超商     | 「中央広場」下車 乗車定員8人の電気自動車           |
| 楽活2      | 捷乗交通   | 竹村里活動中心 - 五港宮            | 「中央広場」下車 乗車定員8人の電気自動車           |
| 趣淘3      | 捷乗交通   | 東洋新村 - 奉天宮                  | 「文化公園」下車 乗車定員8人の電気自動車           |

嘉義県市区公車
| 系統 | 運行事業者   | 行先          | 備考                               |
| ---- | ------------ | ------------- | ---------------------------------- |
| 101  | 嘉義県公車処 | 嘉義 - 塘興村 | 「中央噴水」または「文化路口」下車 |
| 102  | 嘉義県公車処 | 嘉義 - 松子脚 | 「中央噴水」または「文化路口」下車 |

嘉義客運
嘉義駅から(バス停は駅側の斜向こうまたは先期交通転運中心の15番のりばにある）7210/7214路で「第一銀行」下車
嘉北駅から7202/7203/7204/7217/7700/7701路で「呉鳳幼稚園」下車
嘉義県公車処
嘉義駅から(バス停は駅側の斜向こうにある）
7301/7302/7303/7304/7305/7308/7309/7311/7312/7314/7315/7316/7317/7318/7319/7320/7321/7322/7323/7324/7326/7327路で「中央噴水」下車
台西客運
嘉北駅から7700/7701路で「呉鳳幼稚園」下車
員林客運
嘉義市先期交通転運中心（嘉義駅西口）6番のりばから6880路で「嘉義圓環/公明路」下車